# Telegrafenberg
Der Telegrafenberg (ältere Schreibweise Telegraphenberg) ist eine 94 m ü. NHN hohe Erhebung im Südwesten Potsdams am Rande der Teltower Vorstadt, die zum Saarmunder Endmoränenbogen gehört. Auf dem Berg wurden im 19. Jahrhundert mehrere Observatorien errichtet, heute befinden sich dort der Wissenschaftspark Albert Einstein und weitere Forschungseinrichtungen. Nach Hans Joachim Schellnhuber, dem ehemaligen Direktor des dort ansässigen Potsdam-Institut für Klimafolgenforschung, sei er „der schönste Wissenschaftscampus auf dem Kontinent“.

## Geschichte

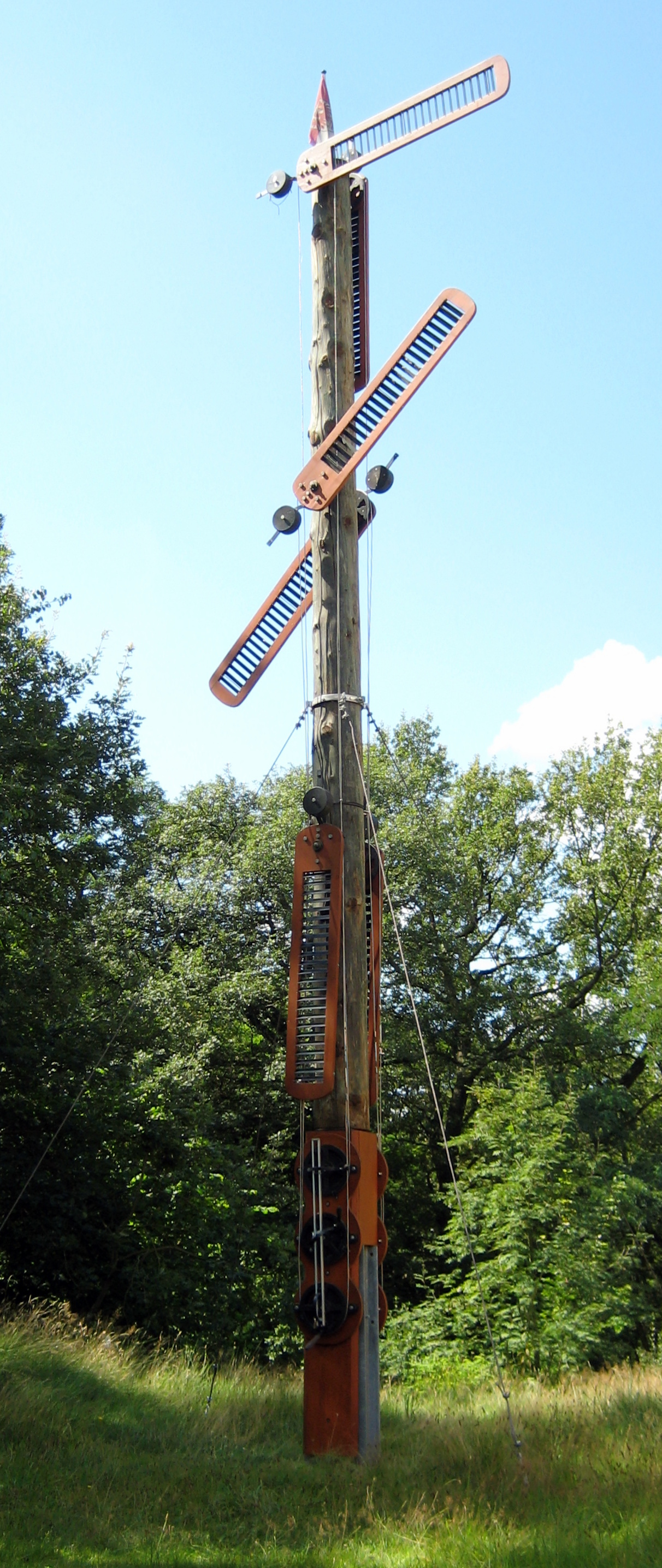
Rekonstruktion des Telegrafenmastes von 2009

Den Namen erhielt der Telegrafenberg, der vorher Hinterer Brauhausberg hieß, 1832 wegen der damals dort errichteten optischen Telegrafenstation (ein 6 m hoher Mast, der mittels Flügelpaaren Zeichenkombinationen weitergab). Friedrich Wilhelm III. ließ in diesem Jahr die Preußische Staatstelegrammlinie zwischen Berlin und Koblenz errichten, um Nachrichten schnellstmöglich zwischen der Rheinprovinz und dem preußischen Kernland austauschen zu können. Auf dem Telegrafenberg stand der 4. Mast von 62 Stationen auf dem fast 550 km langen Weg. 1849 wurde die Linie nach der Einführung der elektrischen Telegrafie eingestellt. Im Jahr 2009 wurde ein Nachbau des Telegrafen westlich des PIK-Hauptgebäudes und wenige Meter neben seiner ursprünglichen Position errichtet.

## Wissenschaft
Seitdem wurden zahlreiche wissenschaftliche Institute und Einrichtungen gegründet, die zusammen den Wissenschaftspark Albert Einstein bilden, benannt nach Albert Einstein, der dort in den 1920er Jahren ebenfalls forschte.
Unter anderem forschen auf dem Telegrafenberg das Potsdam-Institut für Klimafolgenforschung, das Alfred-Wegener-Institut (Helmholtz-Zentrum für Polar- und Meeresforschung) und das Geoforschungszentrum GFZ (offiziell: GFZ Helmholtz-Zentrum für Geoforschung).

## Film
- Der Potsdamer Telegrafenberg. Eine Wissenschaftsgeschichte. Dokumentarfilm, Deutschland, 2013, 43:30 Min., Buch und Regie: Felix Krüger, Produktion: rbb, Erstsendung: 2. Dezember 2013 rbb, Der Potsdamer Telegrafenberg – Eine Wissenschaftsgeschichte (Memento vom 10. Mai 2014 im Webarchiv archive.today) von rbb.